# E501 (trasa europejska)
E501 – trasa europejska biegnąca przez Francję. Zaliczana do tras kategorii B droga łączy Le Mans z Angers.

## Przebieg trasy
- Le Mans E50 E402 E502
- Angers E60